# NGC 5184
NGC 5184 ist eine 12,8 mag helle balkenspiralförmige Radiogalaxie vom Hubble-Typ SBc im Sternbild Jungfrau  nördlich der Ekliptik. Sie ist schätzungsweise 175 Millionen Lichtjahre von der Milchstraße entfernt und hat einen Durchmesser von etwa 105.000 Lj.
Im selben Himmelsareal befinden sich u. a. die Galaxien NGC 5192, NGC 5196, NGC 5197, NGC 5202.
Das Objekt wurde am 21. März 1784 von Wilhelm Herschel mit einem 18,7-Zoll-Spiegelteleskop entdeckt, der sie dabei mit „Two. The preceding F, pS, iF. The following pB, pL, iF, bM“ beschrieb. Die erstgenannte Galaxie ist NGC 5183.